# Locomotiva FS 114
Le locomotive gruppo 114 erano locomotive a vapore con tender per la trazione di treni passeggeri che le Ferrovie dello Stato Italiane acquisirono in conto riparazioni belliche alla fine della prima guerra mondiale dal parco delle disciolte ferrovie "austroungariche" (MÁV).

## Storia
Le locomotive erano state costruite nel 1872 dalla fabbrica di locomotive Kessler di Karlsruhe per conto della "kk privilegiata" compagnia ferroviaria ungherese di Tisza (in ungherese: Tisza vidéki Vasút, TVV) che gestiva il bacino ferroviario a est della capitale Budapest posto nel bacino idrografico del fiume omonimo Tisza e che venne nazionalizzata nel 1880. Immatricolate nel 1911 nel parco rotabili delle ferrovie statali del Regno di Ungheria (Magyar Államvasutak) avevano poi ricevuta la classificazione di MÁV 239.009 e 013. In seguito ai risarcimenti dei danni di guerra della prima guerra mondiale le due unità pervennero alle FS che le classificarono nel gruppo 114 con i numeri progressivi, rispettivamente, di 001 e 002. Come molte altre locomotive ricevute vennero presto radiate in quanto tecnicamente obsolete e di onerosa manutenzione. Nel mese di settembre del 1927 vennero tolte dalla disponibilità dell'esercizio.

## Caratteristiche
Le locomotive avevano il tipico rodiggio "per treni viaggiatori" dell'epoca, 1-2-0 con ruote motrici di grande diamentro e ruotino anteriore portante. La caldaia forniva vapore saturo al motore a 2 cilindri a semplice espansione.

## Corrispondenza locomotive ex MÁV e numerazione FS[3]
| Numero e gruppo FS | numero prima immatricolazione | nome attribuito | gruppo MÁV | Fabbrica | anno fabbricazione | Demolizione o alienazione |
| ------------------ | ----------------------------- | --------------- | ---------- | -------- | ------------------ | ------------------------- |
| 114.001            | TVV 81                        | Aszaló          | 377.090    | Kessler  | 1872               | 1927                      |
| 114.002            | TVV 86                        | Harkány         | 377.217    | Kessler  | 1872               | 1927                      |